# Huatusco (municipalité)
La municipalité de Huatusco est l'une des 212 municipalités de l'État de Veracruz, et est située dans la partie centrale de cet État. Elle se situe à l'ouest du golfe du Mexique, sur la chaîne de montagnes de la Sierra Madre orientale, dans le bassin versant du fleuve Río Jamapa. Son chef-lieu est la ville de Huatusco de Chicuellar. Elle dépend de la région administrative de Las Montañas, qui est une des 10 subdivisions administratives de l'État de Veracruz.

## Géographie
La municipalité de Huatusco s'étire d'ouest en est dans la vallée du fleuve Río Jamapa, qui forme pour partie au sud-ouest sa limite méridionale, tandis que d'autres rivières tributaires de ce fleuve la traversent. Assise à l'ouest sur le massif montagneux de la Sierra Madre orientale, son altitude oscille entre 400 et 2000 mètres. Son chef-lieu, Huatusco de Chicuellar, se trouve au centre de sa partie occidentale. Son territoire couvre une superficie de 202,5 km2, et était peuplé en 2020 de 59 920 habitants, pour une densité de 295,9 habitants par km2.
La municipalité est limitrophe au nord de celles de Comapa, de Sochiapa, de Totutla et de Tlaltetela, à l'ouest, dans l'État de Puebla, de celle Chichiquila, à l'ouest et à nouveau dans l'État de Veracruz, de celle de Coscomatepec, et au sud de celles de Ixhuatlán del Café, de Tepatlaxco et de Zentla.

## Composition et démographie
La municipalité était composée en 2020 de 65 localités, dont une seule était considérée comme urbaine, les autres étant rurales.
| Localité               | Population |
| ---------------------- | ---------- |
| Huatusco de Chicuellar | 33 402     |
| Elotepec               | 2116       |
| Tlamatoca              | 1771       |
| Ixpila                 | 1591       |
| Chavaxtla              | 1433       |
| Reste des localités    | 19 607     |
| Total population       | 59 920     |

En plus de l'espagnol, plusieurs langues amérindiennes sont parlées dans la municipalité, dont les principales sont par ordre d'importance : le nahuatl et dans une moindre mesure le totonaque.

## Histoire
Le chef-lieu de la municipalité, Huatusco de Chicuellar, s'est successivement appelé Otlaquiquixtla, puis San Antonio Huatusco.

## Économie

### Agriculture et élevage
La superficie des parcelles semées représentait en 2019 une surface totale de 10 913 hectares, parmi lesquels 7495 hectares étaient voués à la culture du caféier, 2000 hectares étaient voués à la culture du maïs, 1165 hectares à celle de la canne à sucre.
En 2020, la production de viande par tonnes comprenait 225,9 tonnes de viande bovine, 1164,9 tonnes de viande porcine, 2,6 tonnes de viande ovine, 2,2 tonnes de viande caprine, 4851,9 tonnes de volailles, et 1,1 tonne de dinde. La superficie vouée à l'élevage représentait alors 888 hectares.